# Llanycrwys
Llanycrwys è un centro abitato del Galles, situato nella contea del Carmarthenshire.